# Épineu-le-Chevreuil
Épineu-le-Chevreuil település Franciaországban, Sarthe megyében. Lakosainak száma 290 fő (2022. január 1.). Épineu-le-Chevreuil Ruillé-en-Champagne, Amné, Chassillé, Chemiré-en-Charnie, Joué-en-Charnie és Longnes községekkel határos.

## Népesség
A település népességének változása:
| Lakosok száma | 300  | 306  | 310  | 295  | 290  | 292  | 292  | 295  | 290  |
|               | 2013 | 2015 | 2016 | 2017 | 2018 | 2019 | 2020 | 2021 | 2022 |